# UrbanSoccer
UrbanSoccer est une entreprise qui exploite des centres de foot à 5, en France, Belgique et Portugal.

## Historique
En 2014 les sociétés UrbanFootball et Soccer5 ont fusionné pour donner la nouvelle entité UrbanSoccer.
Début 2025, UrbanSoccer compte 34 centres en France et un au Portugal.

## Concept
Sur le modèle des clubs de tennis, les centres de foot à 5 permettent aux joueurs de réserver un terrain et de jouer librement sur une durée déterminée.